# Теория политической экономии (книга)
Теория политической экономии (англ. The Theory of Political Economy, 1871) — произведение английского экономиста У. С. Джевонса.

## Структура
Книга включает Предисловие, 8 глав (1. Введение; 2. Теория удовольствия и страдания; 3. Теория полезности; 4. Теория обмена; 5. Теория труда; 6. Теория ренты; 7. Теория капитала; 8. Заключительные замечания) и 5 приложений.

## Идеи
Основными положениями теории У. С. Джевонса являются следующие:
- основную проблему экономики можно свести к строгой математической форме и лишь отсутствие точных данных никогда не позволит ей стать точной наукой;
- истинную экономическую теорию можно получить обращаясь к чувствам удовольствия и страдания — основным мотивам деятельности человека;
- чувства удовольствия и страдания меняются по интенсивности и продолжительности;
- полезным предметом является тот, который вызывает удовольствие либо уже имеющейся пользой, либо ожиданием его будущей пользы;
- труд сопровождается страданием, и он будет интенсивным до тех пор, пока следующее его приращение не станет приносить больше отрицательных ощущений, чем приносит удовольствия приращение продукции, произведенной таким образом;
- капитал есть средство существования рабочих, пока они ожидают результатов труда, который не дает немедленного дохода.

## Переиздания
Книга переиздана в 1879 и 1888 годах (последнее издание с предисловием супруги ученого Гарриет Джевонс).